# École de Lvov-Varsovie

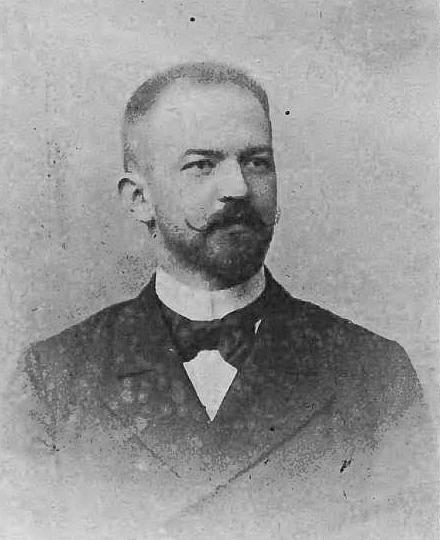
Fondateur de l'école Kazimierz Twardowski.

L'École de Lvov-Varsovie (Szkoła lwowsko-warszawska) appelée parfois École philosophique de Lwów et de Varsovie, École logique et philosophique de Lwów et de Varsovie ou encore École logique et mathématique de Lwów-Varsovie est une école intellectuelle polonaise qui s'est développée autour de l’activité d’enseignement de Kazimierz Twardowski et de ses disciples de la fin du XIXe siècle jusqu’à la Seconde Guerre mondiale. On lui doit des analyses sur des questions fondamentales de philosophie du langage, de logique, de philosophie des sciences et de mathématiques. 

## Fondateur et représentants de l'École
Kazimierz Twardowski (1866-1938) est le personnage clé pour la philosophie polonaise de la première moitié du XXe siècle. Elève et ami de Franz Brentano, il est élu en 1895 à la chaire de philosophie à l'Université de Lwów. Il y a formé - durant les trente-cinq ans de son activité académique - tout un ensemble de logiciens et philosophes polonais remarquables, dont certains ont ensuite travaillé à l'Université de Varsovie. Les premiers élèves du professeur Twardowski furent Władysław Witwicki (1878-1948) - un psychologue, également connu comme le traducteur de Platon, et Jan Łukasiewicz (1878-1956) - un logicien.
Le centre principal de l'École était Lwów, mais après la Première Guerre mondiale et le recouvrement de son indépendance par la Pologne la situation a changé. Les étudiants du professeur ont voyagé à travers la Pologne et ont commencé à travailler dans les universités de Varsovie, Vilnius, Poznań et Cracovie, ce qui a permis aux traditions pédagogiques et scientifiques de Lwów de gagner de nouveaux disciples et soutiens. Le professeur Twardowski participe ainsi d'une manière active à la reconstruction du système éducatif polonais après 1918.
Les recherches menées à Varsovie se sont avérées particulièrement importantes pour le développement de l'École : à la Faculté de mathématiques et de sciences naturelles (en particulier les réalisations de Stanisław Leśniewski et Jan Łukasiewicz) et à la Faculté des sciences humaines (où ont travaillé Tadeusz Kotarbiński et Władysław Tatarkiewicz). La Faculté de mathématiques et de sciences naturelles a réuni entre autres les mathématiciens Alfred Tarski, Adolf Lindenbaum, Mordechaj Wajsberg, Mojżesz Presburger, Jerzy Słupecki, Stanisław Jaśkowski, Bolesław Sobociński, Jan Salamucha, Andrzej Mostowski et Czesław Lejewski. La Faculté des sciences humaines a réuni des philosophes, parmi lesquels Dina Sztejbard (plus tard Janina Kotarbińska), Stanisław Ossowski, Maria Ossowska, Jerzy Kreczmar, Jan Drewnowski, Edward Poznański, Aleksander Wundheiler, Aleksander Pański, Janina Hosiasson-Lindenbaum, Tadeusz Geblewicz, Mieczysław Wallis-Walfisz,Roza Markin, Mieczysław Milbrandt, Jakub Rajgrodzki. 
Pendant ce temps là, Kazimierz Twardowski enseignait toujours à Lwów. Il y a été rejoint par Kazimierz Ajdukiewicz. Parmi leurs élèves se distinguaient Seweryn Blaustein, Eugenia Blaustein, Izydora Dąmbska, Walter Auerbach, Maria Kokoszyńska-Lutmanowa, Seweryna Łuszczewska-Rohmanowa, Henryk Melhberg, Zygmunt Schmierer, Helena Słoniewska, Stefan Świeżawski, Zofia Lissa et Stefania Łobaczewska.
En 1939, l'École fondée par Twardowski comptait environ quatre-vingts chercheurs, y compris ceux qui travaillaient dans des domaines autres que la philosophie au sens strict.
Jan Łukasiewicz l'auteur du Principe de contradiction chez Aristote fut un des principaux animateurs de l'École, avec son maître Twardowski, mais aussi Stanisław Leśniewski, Tadeusz Kotarbiński, Alfred Tarski, et plus tard Kazimierz Ajdukiewicz. Leśniewski a beaucoup apporté à la logique et à l'ontologie, Kotarbiński a développé une oeuvre considérable en épistémologie et en praxéologie, Tarski est le logicien et l'auteur de la plus importante théorie de la vérité au XXe siècle, Ajdukiewicz a complètement transformé la sémantique. 
Les représentants les plus éminents de l'École :
- Jan Łukasiewicz (1878-1956)
- Władysław Witwicki (1878-1948)
- Stanisław Leśniewski (1886-1939)
- Tadeusz Kotarbiński (1886-1981)
- Władysław Tatarkiewicz (1886-1980)
- Tadeusz Czeżowski (1889-1981)
- Kazimierz Ajdukiewicz (1890-1963)
- Alfred Tarski (1901-1983)
- Józef Bocheński (1902-1995)
- Stanisław Jaśkowski (1906-1965)

## Son originalité
Une des originalités de cette école philosophique tient à la manière dont ses principaux représentants ont envisagé les rapports entre philosophie et logique. Ils ne partageaient pas le rejet empiriste de la métaphysique, si manifeste dans le Cercle de Vienne. Même si l'École de Lvov-Varsovie est dans une grande mesure l'héritière de la philosophie d'Europe centrale de la fin du XIXe siècle, tout particulièrement de Franz Brentano ou de Alexius Meinong, elle s'est développée de façon originale avec les recherches d'Alfred Tarski sur le concept de vérité dans les langages formalisés, avec celles de Jan Łukasiewicz sur les logiques trivalentes (des recherches liées au problème du déterminisme) et avec les efforts de Tadeusz Kotarbiński pour mettre en œuvre une conception métaphysique nominaliste : le réisme.
Historiens de la philosophie et de la logique, Łukasiewicz ou Kotarbiński avaient un sentiment fort d'appartenance à une tradition philosophique remontant jusqu'à Aristote. En revanche, ils avaient la ferme volonté de rompre avec les formes non argumentatives, herméneutiques, de philosophie, celles qu'ils jugeaient imprécises, dépourvues de rigueur, voire intellectuellement nocives. 
Certains philosophes et logiciens de l'école, comme Józef Bocheński, Jan Salamucha ou Jan Drewnowski qui formaient le « Cercle de Cracovie », n'hésiteront pas à entreprendre un travail de formalisation des preuves de l'existence de Dieu de Thomas d'Aquin.

## Héritage
Si l'École de Lvov-Varsovie fut un des principaux courants philosophiques en Pologne, du début du siècle jusqu'à l'après Seconde Guerre mondiale, il ne fut pas le seul. Roman Ingarden y développa une version non idéaliste de la phénoménologie. Henryk Elzenberg s'interessa aux questions liées à l'axiologie en éthique, en esthétique et à la philosophie de la culture. Les deux philosophes furent, par ailleurs, les plus célèbres critiques de l'École de Lvov-Varsovie. Elzenberg qualifiait ses adversaires de « bureaucrates de la rigueur ».
Durant la Seconde guerre mondiale, l'École continua encore de façon clandestine. Cependant elle a cessé de fonctionner comme un groupe. Certains de ses représentants et étudiants ont disparu juste avant ou juste après la guerre (Twardowski est mort en 1938, Leśniewski en 1939), un grand nombre sont morts assassinés pendant la guerre, d'autres ont été obligés à émigrer.
En effet, les conditions de la vie politique après la guerre lui ont été défavorables, bien que certaines de ses grandes figures (Ajdukiewicz, Czeżowski, Kotarbiński, Tatarkiewicz) poursuivirent leur travail en Pologne. Łukasiewicz ou Bocheński diffusèrent certains aspects de philosophie polonaise, surtout dans les pays de langue anglaise.
Dès 1948, le régime communiste rejette officiellement la philosophie de l’école philosophique de Twardowski parmi les « déchets de la mentalité bourgeoise ». Une « école d’histoire des idées de Varsovie » qui se développe alors au sein de la doctrine du marxisme-léninisme de rigueur en Pologne socialiste critique âprement et dénigre l’héritage philosophique de Twardowski. Ses détracteurs les plus connus sont Adam Schaff, Bronisław Baczko, Andrzej Walicki, Leszek Kołakowski, Tadeusz Kroński et Jerzy Szacki.